# 古交市
古交市是中华人民共和国山西省的一个县级市，由太原市代管，位于山西中部，有汾河流經，是中国最大的焦煤生产基地。古交市位于省城太原以西23公里处，市域总面积1551平方公里。市人民政府駐青年路1号。

## 历史
- 596年（隋开皇十六年），析晋阳西境，置交城县(隋朝)，縣治在古交镇，始有古交之名。
- 691年（武周天授二年），交城县治遷徙至却波村（今交城县城），以就驿道。
- 713年（唐先天二年），析交城县北境置卢川县(于今古交境內)，县治在今炉峪口。
- 714年（唐开元二年），撤卢川县复并入交城县，此後，古交境内无县级建置。
- 1937年（民国26年）11月，日军先后侵占了太原和交城县城。
- 1958年8月，划阳曲县的嘉乐泉、阁上、梭峪、曹坪、杏林坪、大南坪、河口与交城县的河南、古交9个乡，初置太原市河口工矿区、区领导机关驻河口镇。
- 1958年11月上旬，又划交城县的岔口、营立、姬家庄、镇城底、原相、南头、草庄头、刑家社8个乡，连前共17个乡，改制太原市古交工矿区。
- 1988年，古交撤区建市。

## 人口
根据第七次人口普查数据，截至2020年11月1日零时，古交市常住人口为210757人。
截止2022年，全市总人口為21.17万。

## 行政区划
古交市辖4个街道、3个镇、6个乡、146个行政村、37个社区居委会。
东曲街道、西曲街道、桃园街道、屯兰街道、河口镇、镇城底镇、马兰镇、嘉乐泉乡、梭峪乡、岔口乡、常安乡、原相乡、邢家社乡

## 交通
古交虽然是太原的行政范畴，但由于两地之间由盘山公路连接，以前交通并不便利。现今境内有太古高速公路和太克线、榆古线、古离 线等省级公路，公路通车总里程987.36公里。太古岚铁路、正在建设的太兴铁路复线穿境而过。
- 铁路：太岚铁路（太原－岚县）古交站
- 公路： 241国道、 339国道、 104省道、 219省道、 316省道
- 高速公路: 太方高速（太古）[5]

## 名胜古迹
- 全国重点文物保护单位2项：古交遗址（7-0035）、古交千佛寺（7-0896）
- 山西省文物保护单位1项：晋绥边区八专署旧址（6-281）
- 太原市文物保护单位13项：石千峰文化遗址、河口圣母庙、王家沟遗址、长峪沟遗址、大腰山遗址、梁上峁遗址、郭家梁墓群、岔口乡关头观音堂、三家关帝庙、岔口戏台、南海寺、西曲福祥寺、歇马武氏宅院、